# Maszyna wyciągowa
Zasugerowano, aby zintegrować ten artykuł z artykułem Wyciąg szybowy. Nie opisano powodu propozycji integracji.

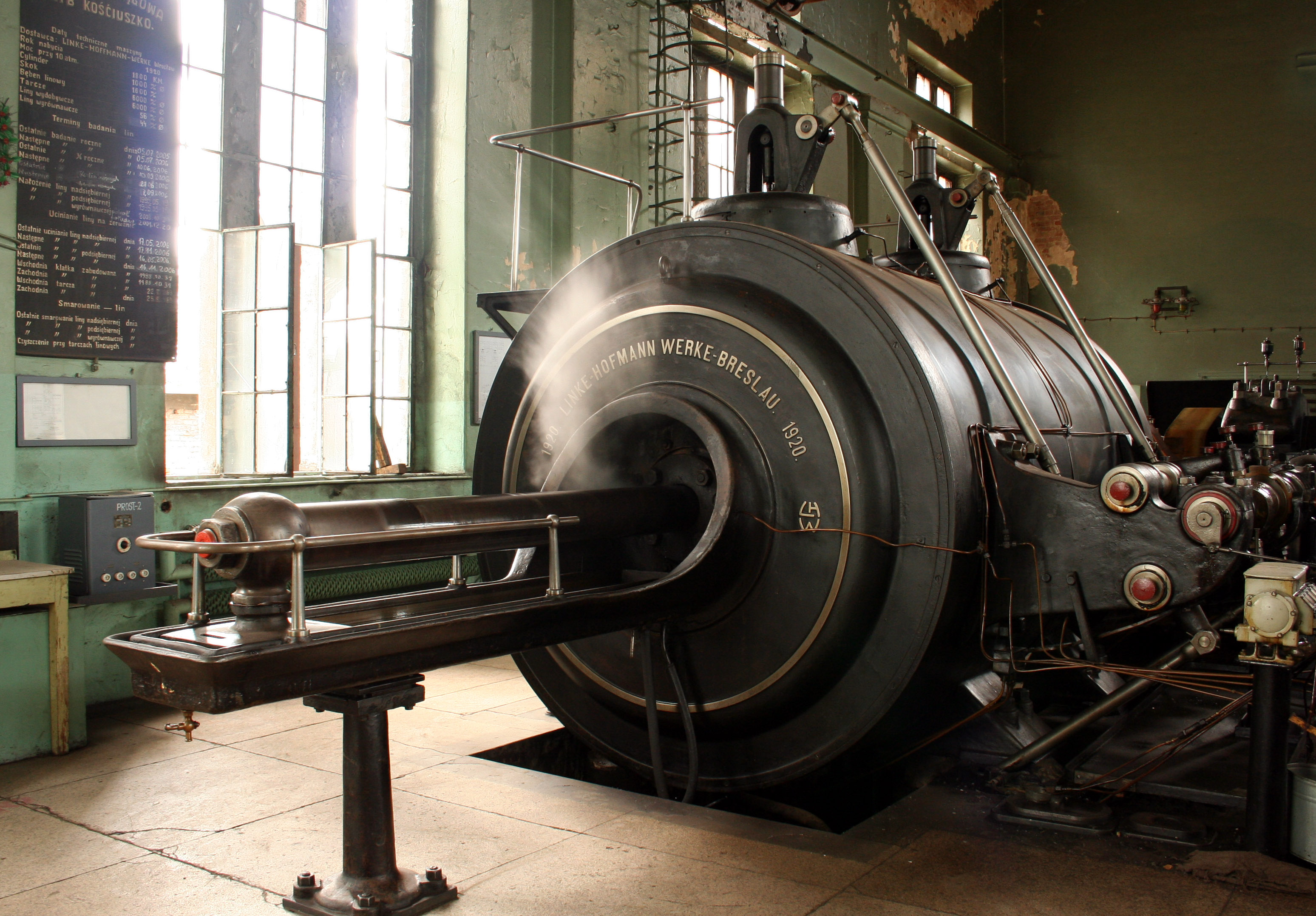
Zabytkowa maszyna parowa firmy Linke-Hoffman Werke Breslau z 1920 r. napędzająca maszynę wyciągową (Rybnik Niewiadom, Kopalnia Ignacy, Szyb Kościuszko)

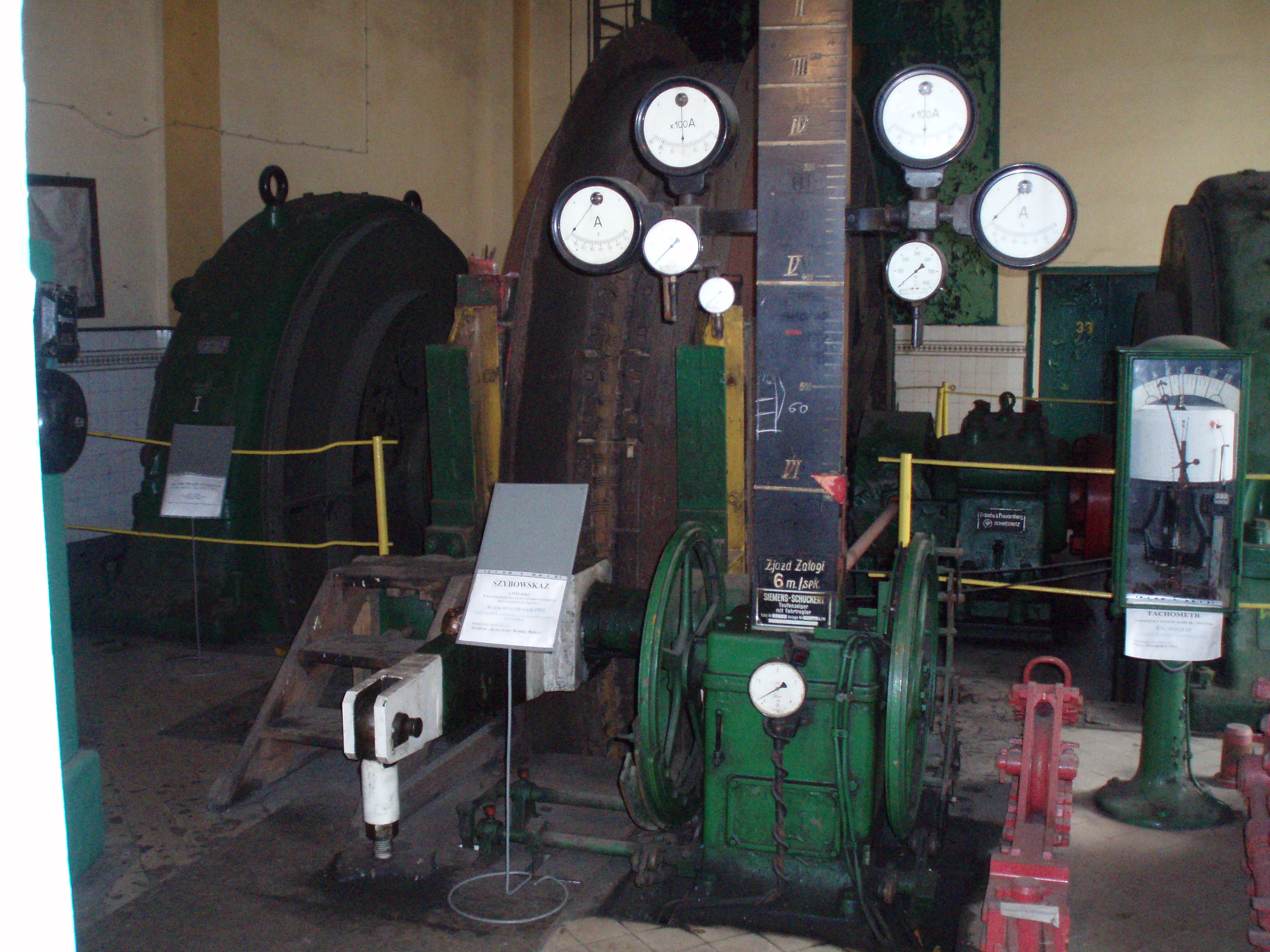
Maszyna wyciągowa, po lewej i prawej stronie silniki prądu stałego, w centralnej części koła linopędni, przed maszyną zestaw wskaźników dla operatora.
Kopalnia Thorez Wałbrzych

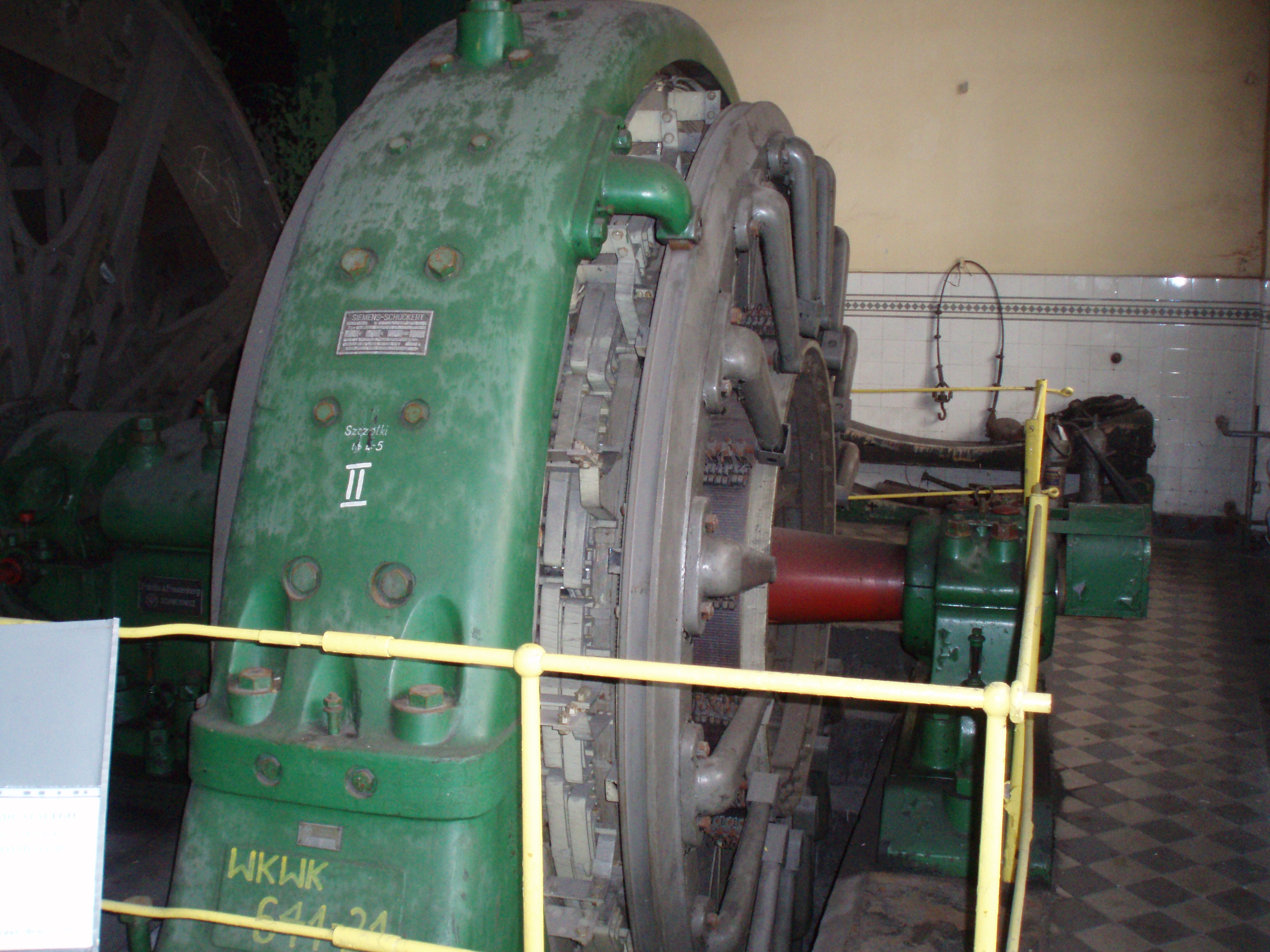
Silnik maszyny wyciągowej firmy SIEMENS - SCHUCKET
Napięcie: 700 V
Natężenie prądu: 1150 do 2630 A
Moc: 730 kW
Kopalnia Thorez, Wałbrzych

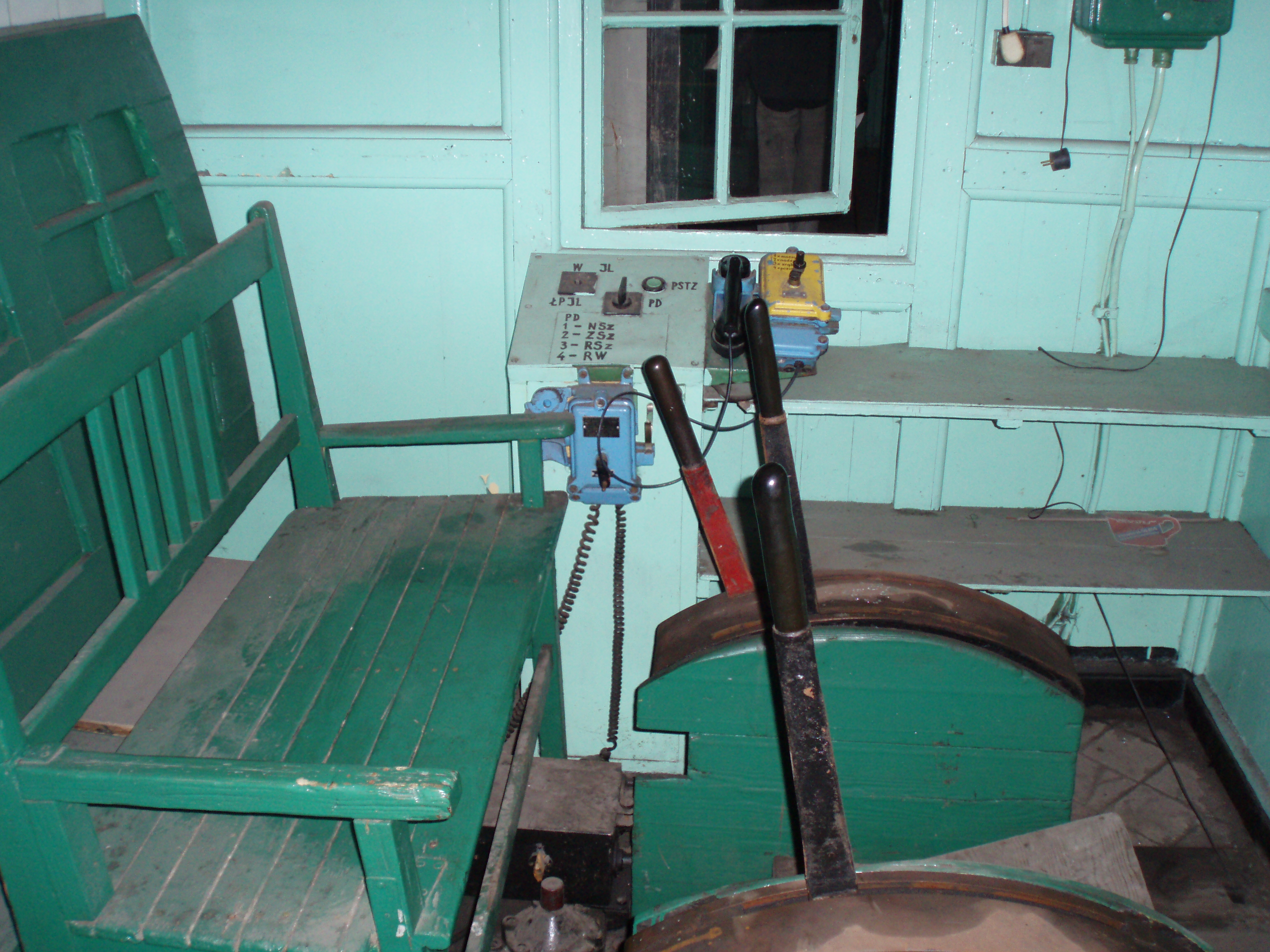
Kabina operatora maszyny wyciągowej.
Kopalnia Thorez, Wałbrzych

Maszyna wyciągowa – zasadniczy element kopalnianego wyciągu szybowego. Jej głównym elementem jest linopędnia, napędzana silnikiem, przez układ sterowania i regulacji prędkości. Początkowo stosowano do napędu maszyny parowe, później wolnoobrotowe silniki prądu stałego połączone bezprzekładniowo z kołem pędnym lub bębnem, na który nawinięta jest lina. W nowych rozwiązaniach stosuje się szybkoobrotowe silniki prądu stałego lub przemiennego (napędzające linopędnię poprzez przekładnię) zasilane i precyzyjnie regulowane dzięki wykorzystaniu przekształtników półprzewodnikowych.
Maszyny wyciągowe ze względu na położenie względem szybu dzielimy na:
- maszyny zrębowe,
- maszyny wieżowe.

Ze względu na sposób napędzania dzielimy na
- nawojowe,
- bobinowe,
- z kołem pędnym.